# Macrobrachium hildebrandti
Macrobrachium hildebrandti is een garnalensoort uit de familie van de Palaemonidae. De wetenschappelijke naam van de soort is voor het eerst geldig gepubliceerd in 1893 door Hilgendorf.